# Хирардот
Хирардот (на испански: Girardot) е град и община в централна Колумбия, департамент Кундинамарка. Намира се на източния бряг на река Магдалена при вливането в нея на река Богота.

## География
Градът е разположен на около 130 км югозападно от столицата на страната и департамента Богота. Общината граничи с Нариньо и Токаима на север, Фландес (чиито едноимен град се намира непосредствено от другата страна на реката) и река Магдалена на юг, Рикаурте и река Богота на изток и Нариньо, Коейо и Магдалена на запад. Пристанището на града е най-горното по течението на Магдалена, до което могат да стигнат по-големи кораби.

### Климат
За разлика от Богота, където времето е сравнително студено и дъждовно, в Хирардот климатът е тропичен със средна годишна температура 20 °C (средна максимална – 32 °C, средна минимална – 23 °C, без сериозни амплитуди през различните месеци). Годишните валежи са 1140 мм, като най-дъждовен е месец ноември с 270 мм и 12 дъждовни дни.

## История
В миналото Хирардот е играело ролята на вътрешно пристанище на столицата Богота, но заради гражданската война в този регион на страната в последните десетилетия корабоплаването до града значително е намаляло.

## Икономика
Основният поминък в града и общината е туризмът, като голяма част от туристите са от столицата Богота. Друг важен отрасъл е селското стопанство (най-важният продукт е кафето).

## Транспорт
Пътят между Хирардот и Богота се счита за безопасен относно набези на партизански отряди, но не и откъм пътнотранспортни произшествия. Освен от железопътна гара и пристанище, градът се обслужва и от летището Сантиаго Вила, което се намира на около три колометра извън града, на другия бряг на Магдалена. То се използва предимно от товарни самолети, но има и чартърни полети от и до Богота. Мост свързва Хирардот и Фландес.

## Спорт
В града играе футболния отбор Експресо Рохо, който се състезава във втора дивизия.